# Twilight (Elgar)
Twilight è una canzone scritta nel 1910 dal compositore inglese Edward Elgar, come sua Op. 59, n. 6. Elgar ambientò le parole della poesia The Twilight of Love, tratta dal volume 2 di una serie di poesie intitolate Embers di Sir Gilbert Parker.

## Storia
Le canzoni dell'Opus 59 facevano parte di un ciclo di sei canzoni romantiche di Parker che non fu mai completato: i numeri 1, 2 e 4, stranamente, non furono mai composti. Le altre canzoni erano Oh, soft was the song and Was it some Golden Star? Questi brani erano stati originariamente scritti con accompagnamento di piano, ma in seguito furono arrangiati dal compositore per grande orchestra.
La composizione impegnò Elgar dal dicembre 1909 al gennaio 1910 e furono pubblicate da Novello nel 1910. La première fu eseguita da Muriel Foster al Jaeger Memorial Concert nella Queen's Hall di Londra il 24 gennaio 1910.

## Versi
TWILIGHT
Adieu! and the sun goes awearily down,
The mist creeps up o'er the sleepy town,
The white sails bend to the shuddering mere,
And the reapers have reaped, and the night is here.
Adieu! and the years are a broken song,
The right grows weak in the strife with wrong,
The lilies of love have a crimson stain,
And the old days never will come again.
Adieu! Some time shall the veil between
The things that are, and that might have been,
Be folded back for our eyes to see,
And the meaning of all be clear to me.

## Incisioni
- Elgar: Complete Songs for Voice & Piano Amanda Roocroft (soprano), Reinild Mees (piano)
- The Songs of Edward Elgar SOMM CD 220 Christopher Maltman (baritone) with Malcolm Martineau (piano), at Southlands College, London, April 1999